# Loewe
Loewe (pronunciado AFI: [lo'eβe]) es una casa de moda española de lujo, especialista en marroquinería y perteneciente actualmente al holding francés LVMH (Louis Vuitton).

## Historia
Ha quedado noticia de que, al menos desde 1846, hubo un taller de marroquinería en la calle del Lobo de la ciudad de Madrid (a partir de 1888 calle Echegaray). En 1872, el artesano alemán Heinrich Loewe Rössberg se asoció con el taller y veinte años después, en 1892, la firma E. Loewe se instaló en la calle del Príncipe de la misma ciudad.

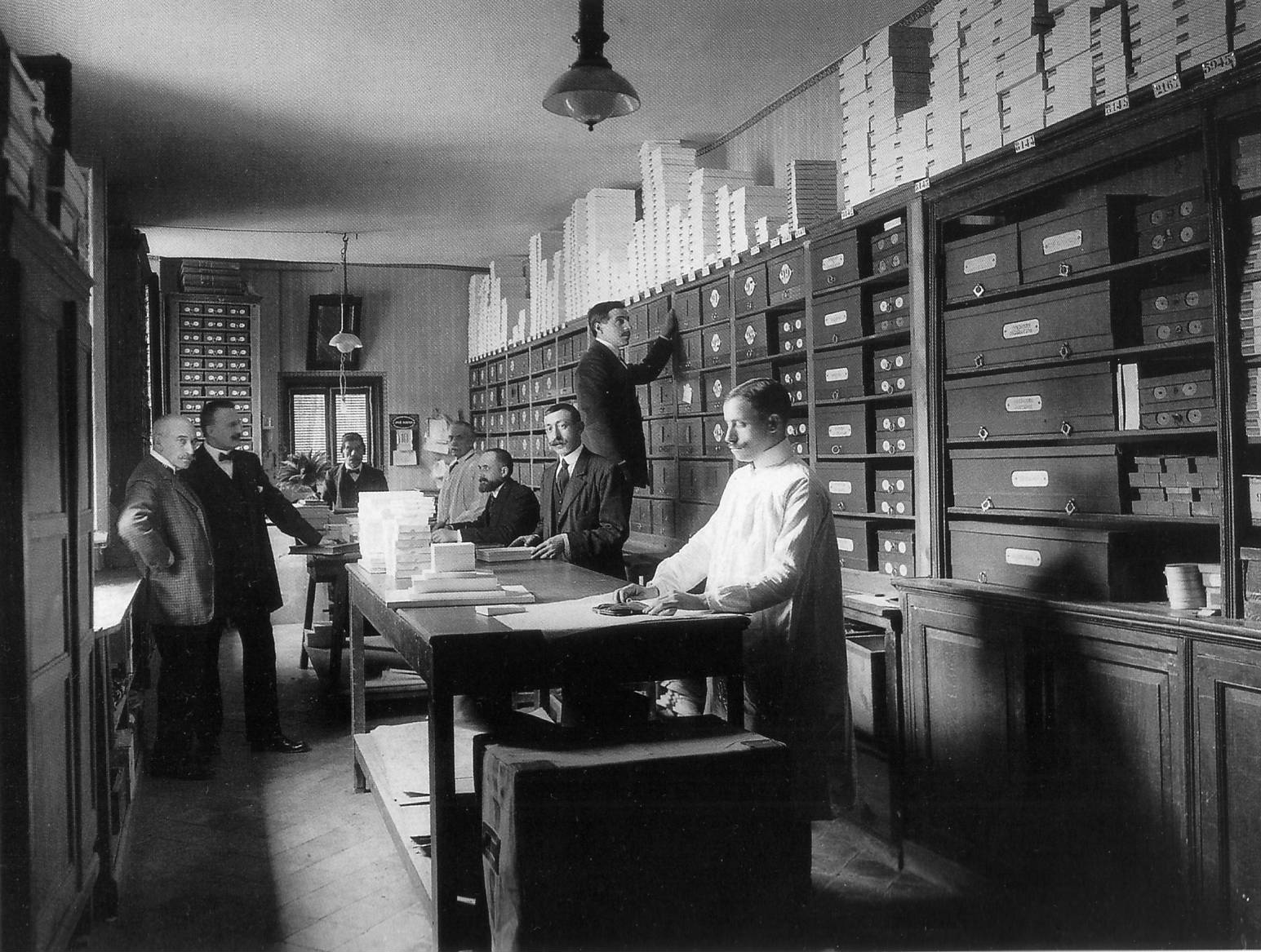
La Casa Loewe de Madrid, en 1905. Fotografía de Franzen.

En 1905, el rey Alfonso XIII entrega a la empresa familiar el título de Proveedor de la Casa Real. Cinco años después, en 1910, Loewe inaugura su primera tienda en Barcelona, a la que en 1918 seguirá otro local en el número 30 de la calle Fernando. En 1923 se abrió un nuevo local en el número 7 de la calle Barquillo de Madrid. En 1934, Enrique Loewe Knappe se hace cargo de la empresa y en 1939 se inaugura el local del número 8 de la Gran Vía madrileña, aún conservado al inicio del siglo xxi.
En 1945 el diseñador José Pérez de Rozas crea modelos de bolsos en boxcalf, que pronto se convierten en los grandes clásicos de la firma. En 1959 Loewe inaugura una tienda en la calle Serrano de Madrid y en 1963 empieza la expansión internacional, abriendo una tienda en Londres. Con la década de 1970, Loewe se adentra en la moda prêt-à-porter femenina de creación propia, y diseña sus primeros pañuelos. Ese mismo año Vicente Vela crea el anagrama de Loewe. El primer perfume de la marca llegaría en 1972, con el nombre de L de Loewe. Un año después abre su primera tienda en Japón y comienza su expansión en Oriente. 
En 1980 la empresa pasó a manos del Grupo Rumasa. Tras la expropiación de Rumasa el Estado otorga la empresa al grupo Urvois Spinola.
En 1987 Loewe llega a un acuerdo con el grupo de artículos de lujo LVMH para reforzar la expansión internacional de la firma. También este año se lanza el perfume Esencia de Loewe. En 1988 se crea la Fundación Loewe, impulsada por Enrique Loewe, que entrega anualmente su Premio Internacional de Poesía. En 1996 Loewe celebra su 150 aniversario, fecha que coincide con la compra de la firma por parte del grupo LVMH.
En 1997 el diseñador Narciso Rodríguez se hizo cargo de la colección de «prêt-à-porter» femenino, y en 1998 la moda Loewe desfilaría por primera vez en París. José Enrique Oña Selfa presentó en la capital francesa su primera colección en la temporada otoño/invierno 2002-2003. Entre 2007 y 2013 la dirección creativa estuvo a cargo de Stuart Vevers. En octubre de 2013, constituida ya como imperio económico, Jonathan Anderson fue nombrado director creativo.

## Fundación Loewe
La Fundación Loewe fue creada en 1988 por Enrique Loewe Lynch, cuarta generación de la familia Loewe. Su objetivo es la promoción de la creatividad y los programas educativos en las áreas de poesía, danza, diseño, artesanía y fotografía. En 2002, la Fundación recibió la Medalla de Oro al Mérito en las Bellas Artes, que fue entregada a Missael Loewe en el año 2003 por los reyes de España.